# Ateliacris
Ateliacris is een geslacht van rechtvleugeligen uit de familie veldsprinkhanen (Acrididae). De wetenschappelijke naam van dit geslacht is voor het eerst geldig gepubliceerd in 1978 door Descamps & Rowell.

## Soorten
Het geslacht Ateliacris  is monotypisch en omvat slechts de volgende soort:
- Ateliacris annulicornis (Bruner, 1908)